# Bento Teixeira
Bento Teixeira (Porto, ca. 1561 – Pernambuco ou Lisboa, 1600) foi um poeta luso-brasileiro, cuja única obra, o poema épico Prosopopeia, é referida como o marco inicial do barroco na literatura brasileira.
De biografia nebulosa, poucos fatos podem ser atestados sobre sua vida e obra. Chegou-se a atribuir-lhe duas outras obras, mais tarde de autoria revista.

## Vida
Existem poucas e confusas informações sobre a vida de Bento Teixeira. Alguns chegam a considerá-lo brasileiro, natural de Olinda. Sua biografia somente adquiriu contornos sólidos em 1929, com o exame os documentos chamados Denunciações de Pernambuco - o conjunto referente aos registros da Primeira Visitação do Santo Ofício às Partes do Brasil, de 1581-1592 - por Rodolfo Garcia, que encontrou neles menção de um depoimento ao Tribunal de um poeta cristão novo, batizado como Bento Teixeira. De acordo com o relato, o poeta teria nascido na cidade do Porto, em Portugal, filho de Manuel Alvares de Barros e Lianor Rodrigues, ambos criptojudeus.
Sabe-se que seus pais vieram para o Brasil em 1567, estabelecendo-se na Capitania do Espírito Santo. Depois da morte dos pais, transferiu-se para a Capitania de Ilhéus. Ali, casou-se em 1584 com Filipa Raposa. Ao revelar que era judeu, teve que fugir para a Capitania de Pernambuco, onde teria começado a trabalhar como professor de aritmética, gramática e língua latina.
Alegando adultério, Bento Teixeira assassinou a esposa. Tal fato o obrigou a fugir novamente, refugiando-se no Mosteiro de São Bento em Olinda. Lá, teria escrito sua grande obra, Prosopopeia.
Outra versão dos acontecimentos diz que Bento Teixeira foi acusado pela esposa de ser judeu. O poeta teria, então, sido julgado e absolvido pelo ouvidor da Vara Eclesiástica da Inquisição, em 1589. Intimado posteriormente pelo visitador do Santo Ofício, acabou confessando ser seguidor da religião judia. Irritado com a denúncia da esposa, assassinou-a, refugiando-se no mesmo Mosteiro de São Bento. Localizado, foi preso e enviado para Lisboa, ca. 1595, onde permaneceu até a morte.

## Obra
Assim como sua biografia, são confusas as informações relativas as obras escritas por Bento Teixeira. Muitas lhe foram atribuídas. As principais são:
- Relações do naufrágio: De acordo com os estudos de Varnhagen, a obra é de autoria de Afonso Luís, piloto de uma nau chamada "Santo Antônio", citado em Prosopopeia.
- Diálogos das grandezas do Brasil: Segundo Capistrano de Abreu, a obra é de autoria de Ambrósio Fernandes Brandão.

Portanto, ao que tudo indica, Prosopopeia foi sua única obra.

### Prosopopeia
A única obra reconhecida e aceita como de sua autoria é o poema épico Prosopopeia. Publicado em 1601, e de grande valor histórico, o épico canta a vida e o trabalho de Jorge de Albuquerque Coelho, terceiro donatário da Capitania de Pernambuco, e seu irmão Duarte.
Embora tenha sido originalmente publicada em Lisboa, na ocasião em que Bento Teixeira ali encontrava-se encarcerado, e a despeito de o autor ter nascido em Portugal, atribui-se à Prosopopeia o mérito de ser uma das primeiras obras da literatura brasileira, uma vez que Bento Teixeira estudou e fez carreira no Brasil.
Escrito em oitava rima, com noventa e quatro estrofes, o poema marcou o início do movimento barroco no Brasil. A obra foi fortemente influenciada pela epopeia Os Lusíadas, de Camões, cujos ecos se encontram na sintaxe e na estrutura do poema de Teixeira. Seu texto é altamente classicista, abundante em hipérbatos, e chega mesmo a incluir citações diretas do poeta lusíada. A estrutura, seguindo a obra de Camões, é constituída de proposição, invocação, oferecimento, narração, uma descrição do Recife de Pernambuco e o Canto de Proteu, mais longo dos trechos e o passo onde transcorre o texto épico propriamente dito.
Na invocação, pede ajuda do Deus cristão para compor seu texto e dedica, em seguida, ao próprio Jorge d'Albuquerque, visando a ajuda financeira.
De caráter heroico, a suposta coragem e valentia dos i vai si suae é narrada em decassílabos. Os acontecimentos abordados dizem respeito às terras brasileiras e à região de Alcácer-Quibir, na África, onde os irmãos teriam se destacado em uma importante batalha. Ambos teriam também sofrido com um naufrágio, quando viajavam na nau Santo Antônio.
Por sua grande carência de originalidade e destreza poética, Prosopopeia é largamente relevado pelos críticos, restando ao poema apenas seu significado histórico na formação da literatura brasileira. De interesse é apenas o trecho descritivo, em que algum nativismo já pode ser visto, o que mais tarde seria marca fundamental do movimento árcade e romântico
Trecho de Prosopopeia:
| “ | LX Olhai o grande gozo e doce glória Que tereis quando, postos em descanso, Contardes esta larga e triste história, Junto do pátrio lar, seguro e manso. Que vai da batalha a ter vitória, O que do Mar inchado a um remanso, Isso então haverá de vosso estado Aos males que tiverdes já passado. | ” |